# Odinani
Il Odinani è l'insieme dei miti dell'etnia africana Igbo, e la base della loro religione tradizionale.
La divinità suprema del pantheon Igbo è il dio-creatore Chuku ("grande spirito"). A Chukwu si devono soprattutto le cose buone del mondo; particolarmente forte è l'associazione della figura di Chukwu con la pioggia, gli alberi, le piante e il Sole. Uno dei miti più importanti legati a Chukwu riguarda l'origine della morte. Chukwu aveva inviato un cane a dire all'umanità di coprire i corpi con la cenere e deporli al suolo, e che in questo modo sarebbero risorti. Il cane era stanco e procedeva lentamente, e Chukwu inviò anche una pecora. Questa però dimenticò il messaggio strada facendo, e giunta al cospetto degli uomini comunicò erroneamente che i morti andavano seppelliti. Quando il cane giunse con il messaggio giusto, gli uomini non gli credettero. A causa di questo episodio, la morte divenne irrimediabile.
La figura femminile predominante nella mitologia Igbo è Ala (o "Ani"), indicata talvolta come moglie e talvolta come figlia di Chukwu. È la dea della fertilità e della morte, e quindi associata a entrambe le estremità della vita umana.
Il dio Amadaioha, responsabile del tuono e del fulmine, è associato alle credenze Igbo su "Ofo" e "Ogu" (Ogu-na-Ofo). Ogu-na-Ofo garantiscono che chiunque sia accusato di un crimine avendo "le mani pulite" (quindi ingiustamente) sarà vendicato da Amadaioha, che punirà gli accusatori. Su questo principio si basava il sistema giuridico degli Igbo in epoca precoloniale: l'accusatore doveva invocare Ogu-na-Ofo in preghiera, e muovere la propria accusa. Se non veniva colpito dagli dèi, la sua accusa doveva essere fondata.
Altre divinità minori della mitologia Igbo sono:
- Ahia Njoku, dea della pianta dello yam
- Igwekaala: dio del cielo
- Ikenga: dio della fortuna e dell'ingegno
- Anyamwu: dio minore del Sole
- Agwunsi: dio della divinazione e della guarigione
- Idemmili: dea madre del villaggio Idemmili
- Agwu: dio dell'uomo di medicina
- Ahobinagu: dio della foresta
- Ogbunabali ("colui che uccide di notte"): dio della morte

A un livello gerarchico ancora più basso si collocano una pletora di spiriti, variabile di regione in regione; fra gli altri:
- Mbatuku: spirito della salute
- Ikoro: spirito del tamburo
- Ekwu: spirito della casa
- Imo miri: spirito del fiume

Infine, soprattutto in Nigeria, gli Igbo credono che ogni persona abbia un proprio dio personale, detto Chi, personificazione del destino delle persone.